# Beleg van Knodsenburg
Het Beleg van Knodsenburg in 1591 was de belegering van Fort Knodsenburg in het kwartier van Nijmegen door een Spaans leger onder gezag van Parma vanaf 15 juli. Het fort werd succesvol verdedigd door de Staatse bevelhebber Gerrit de Jong en zijn compagnie. De schans werd uiteindelijk door middel van tussenkomst van het Staatse leger onder leiding van Maurits van Nassau, de latere prins van Oranje, succesvol ontzet op 25 juli. Parma wist zijn gehele leger op een indrukwekkende manier veilig over de Waal te krijgen.

## Aanloop

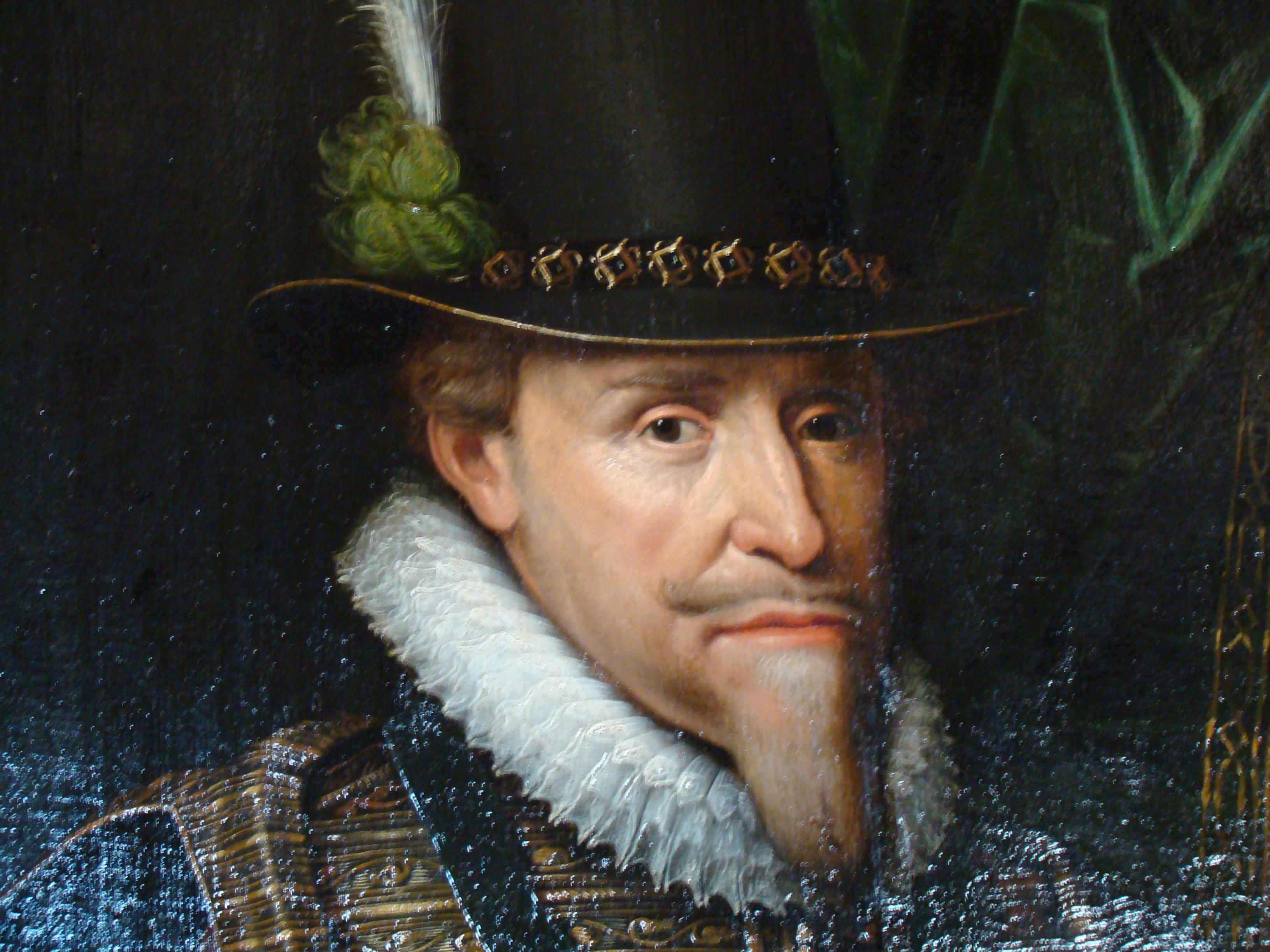
Maurits

Na 1590 liet Maurits van Nassau de schans versterken en uitbreiden tot fort, daarbij was aan de stadskant een soort redan gebouwd. De schans was in gebruik genomen als uitvalsbasis in gebruik voor de aanslag op Nijmegen.
In 1591 werd het fort belegerd door Parma. Deze werd fel verdedigd door Gerrit de Jong, voormalig bevelhebber van Lochem. De Jong had een bode naar Steenwijk gestuurd om Maurits daarvan op 15 juli op de hoogte te brengen. Op 21 juli zond hij nogmaals boden en liet Maurits weten dat hij in staat zou zijn de schans te houden en of dat men hem zou willen seinen vanuit Arnhem door middel van kanonschoten of lichten vanaf de kerktoren. Maurits was op dat moment in Groningen bezig met zijn veldtocht en was verwikkeld in de inname van Delfzijl en vandaar naar Steenwijk getrokken om vanaf daar Groningen aan te tasten, toen hij hoorde dat Knodsenburg belegerd werd. Hij liet graaf Willem Lodewijk achter om Groningen aan te tasten maar trok met een groot deel van zijn leger dwars over het Rouveense moeras, waar nog nooit eerder een leger overheen was getrokken. Dan verder via Hasselt, Zwolle naar Deventer, op 18 juli stak hij met een schipbrug de IJssel bij Zutphen over naar Arnhem waar hij op 20 juli arriveerde. De omstandigheden waren erg zwaar geweest. Het was een erg hete en drukkende zomer, zij moesten gaan over bijna onbegaanbare wegen.

## Beleg
Intussen ging het er zwaar aan toe op Knodsenburg, al die tijd hadden Gerrit de Jong en zijn mannen stand weten te houden, de belegeraars hadden batterijen geplaatst waarmee dagelijks geschoten werd. Op 21 juli liep een zoon van Peter Ernst I van Mansfeld, Octavio van Mansfelt overmoedig boven op de borstwering van de belegeringslinie om de verdedigers te tarten. Hij werd dodelijk door een kogel getroffen. Op 22 juli vroeg in de ochtend vielen de Spanjaarden dol van woede aan. Hij liet met negen kanonnen 285 schoten lossen op het fort, om daarna luid joelend aan te vallen. Ze droegen materiaal mee om een dam in de gracht te maken. De Jong en zijn mannen hadden tot nu toe weinig gedaan, maar openden plotseling het vuur met vijf of zes kanonnen. Het voetvolk schoot met de musket en het roer, in een korte tijd vielen er onder de aanvallers meer dan tweehonderd doden waaronder enkele hoge officieren. Drie kanonnen werden gedemonteerd en daarmee was de aanval afgeslagen. Maurits had intussen op 22 juli een legerplaats laten inrichten, op 23 juli werd op de legerplaats verschanst, wegens de zware regenval. Op 24 juli trok Maurits eropuit.

## Ontzet

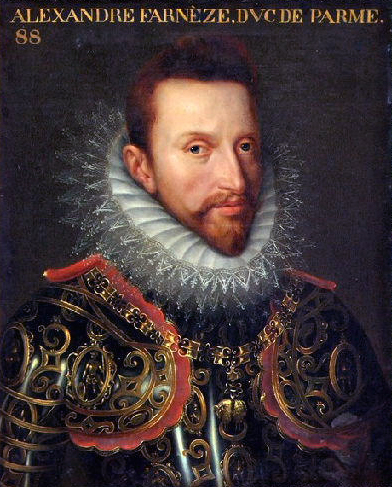
Parma

Maurits' leger bestond uit een Engels regiment, dat van Francis Vere, zeventien compagnieën en zestienhonderd man sterk. Het regiment van Groeneveld, zeven compagnieën; zeshonderdvijftig man, Balfour, tien compagnieën; negenhonderd man, Philips van Nassau, zes compagnieën; (waaronder de lijfwachten van Maurits) en de compagnie van Famars; zevenhonderd man, Brederode zeven compagnieën; zeshonderd man, Solms acht compagnieën; duizend man. Dat werd later nog versterkt met de compagnieën van Solms, Cats en de Schotten van Balfour. Een deel laat hij achter in Arnhem.
Maurits vernam aan de overkant van de Rijn dat de schans belegerd werd door zes- of zevenduizend man met achttienhonderd ruiters. Behalve het beleg van Knodsenburg stroopten de Spaanse troepen ook de Betuwe af op buit. Maurits had achtduizend man voetvolk en tweeduizend ruiters tot zijn beschikking, bezat daarmee een ongeveer even groot leger als dat van Parma. Meteen na de overtocht van de Rijn lokt Maurits een aanval uit.
Op de morgen van 24 juli troffen vierentwintig vendels Spaanse ruiters enkele Staatse vendels. De Spaanse vendels vielen echter in een hinderlaag, waarbij talrijke doden en gewonden onder hen vielen. Maurits en Francis Vere hadden een plan bedacht. Een groepje ruiters zou de omgeving zogenaamd verkennen, waarbij ze "betrapt" zouden worden door veteranen. Die veteranen waren doorgewinterde Italianen, Spanjaarden en Parma's eigen piekeniers. Het Staatse groepje ruiters "sloeg op de vlucht" nagezeten door de veteranen, totdat zij bij een brug kwamen, daar omkeerden en ineens de aanval gingen inzetten. Daarbij werden zij geholpen door vijf compagnieën ruiters en duizend musketiers die verdekt opgesteld stonden. Er werden honderden krijgsgevangen gemaakt, waaronder Petro Fransisco Nicelli met zijn vaandrig die een fraai geborduurd vaandel meedroeg. Daarnaast werden nog twee vaandels buitgemaakt. Onder Maurits leger waren naar verluidt twee doden en zes of zeven gewonden. Onder de veteranen vielen zestig doden.
De Spaanse landvoogd had een dag eerder, op 23 juli, een grote aanval op de schans laten uitvoeren, maar deze werd nog steeds fel verdedigd door Gerrit de Jong en zijn garnizoen bestaande uit zeshonderd man. De Spaanse landvoogd verloor daarbij honderden soldaten en enkele officieren. Toen Maurits hoorde dat er gewapende schepen vanaf de Waal kwamen varen besloot Maurits er vaart achter te zetten op 25 juli de schans meteen te ontzetten. Parma voorzag Maurits' plannen en besloot even voordat Maurits zou aanvallen om de Spaanse kampen in brand te steken. Hij wist op een indrukwekkende wijze het voltallige leger veilig over de Waal te zetten, voordat Maurits in staat was dit te voorkomen. Parma had net dit huzarenstukje in slechts vijf uren tijd tweeduizend soldaten een flèche laten graven, met een redoute in de vorm van een schans en een halve maan. Dit alles om de aftocht van zijn leger te kunnen dekken. Knodsenburg was daarmee ontzet.

## Nasleep
Parma en de jongere Maurits bleken zeer aan elkaar gewaagd. Parma had niet verwacht dat Maurits zo snel op het toneel zou verschijnen, Maurits had niet verwacht dat Parma rekening zou houden met een eventuele terugtocht en van tevoren een brug aangelegd had om van een terugtocht verzekerd te zijn. Parma had zonder aarzelen zijn tegenstander zoveel mogelijk bezig gehouden voor het fort. Hij liet 's nachts batterijen opwerpen voor de rivier en slaagde erin het voltallige leger met munitie en bagage aan de overkant te krijgen, een meesterstuk in de logistiek. Parma verblijft kortstondig in Nijmegen, de koning roept hem daar weg, daarnaast moet hij voor zijn gezondheid weer naar de baden van Spa. Hij vertrekt op 5 augustus, waar hij Nijmegen verzekert dat zij zich geen zorgen moeten maken, Nijmegen is immers zijn "oogappel". Maurits ging naar Arnhem, waar iedereen verwachtte dat hij zich nu op Nijmegen zou storten. Tot ieders verbazing verdween het Staatse leger weer van het toneel, net zo plotseling als het was gekomen. Maurits had een deel van het leger achtergelaten in omliggende steden en trok daarna met, driehonderd schepen met daarin vierduizend van zijn beste soldaten, verder op zijn veldtocht, naar Hulst dat hij op 21 september wist te winnen voor de Staatsen. Vandaar trok hij weer terug naar Knodsenburg om Nijmegen te belegeren.
69: Verwoesting Oppidum Batavorum ·
880: Beleg door Vikingen ·
1473: Beleg door Karel de Stoute ·
1585: Beleg door Farnese (Parma) ·
1589: Aanslag door Maarten Schenk ·
1591: Beleg van Knodsenburg ·
1591: Beleg door Maurits ·
1672: Beleg door Fransen ·
1794: Beleg door Fransen ·
1944: Bombardement van februari 1944 · Slag om Nijmegen · Waaloversteek · Duitse aanvallen op de Nijmeegse Waalbruggen · Bombardement van oktober 1944